# Bistrețu
Bistrețu – wieś w Rumunii, w okręgu Mehedinți, w gminie Devesel. W 2011 roku liczyła 589 mieszkańców.